# Club Atlético Osasuna 2018-2019
Questa voce raccoglie le informazioni riguardanti il Club Atlético Osasuna nelle competizioni ufficiali della stagione 2018-2019.

## Maglie e sponsor
| Casa | Trasferta | Terza divisa |

Sponsor ufficiale: Kirolbet
Fornitore tecnico: Hummel

## Rosa
| N. |                   | Ruolo | Calciatore      |
| -- | ----------------- | ----- | --------------- |
| 1  | Spagna (bandiera) | P     | Sergio Herrera  |
| 2  | Spagna (bandiera) | D     | Nacho Vidal     |
| 5  | Spagna (bandiera) | D     | David García    |
| 6  | Spagna (bandiera) | C     | Oier (capitano) |
| 8  | Spagna (bandiera) | C     | Fran Mérida     |
| 9  | Spagna (bandiera) | A     | Xisco           |
| 10 | Spagna (bandiera) | C     | Roberto Torres  |
| 11 | Spagna (bandiera) | D     | Carlos Clerc    |
| 13 | Spagna (bandiera) | P     | Rubén Martínez  |
| 14 | Spagna (bandiera) | C     | Rubén García    |
| 15 | Spagna (bandiera) | D     | Unai García     |

| N. |                               | Ruolo | Calciatore        |
| -- | ----------------------------- | ----- | ----------------- |
| 16 | Spagna (bandiera)             | D     | Lillo Castellano  |
| 17 | Spagna (bandiera)             | A     | Brandon           |
| 18 | Spagna (bandiera)             | D     | Juan Villar       |
| 19 | Spagna (bandiera)             | C     | Kike Barja        |
| 20 | Spagna (bandiera)             | A     | Robert Ibáñez     |
| 21 | Spagna (bandiera)             | D     | Iñigo Pérez       |
| 23 | Guinea Equatoriale (bandiera) | D     | Aridane Hernández |
| 26 | Spagna (bandiera)             | P     | Juan Manuel Pérez |
| 27 | Spagna (bandiera)             | C     | Miguel Olavide    |
| 28 | Spagna (bandiera)             | C     | Luis Perea        |